# Ruchl Fiszman
Ruchl Fiszman, także Rukhl Fishman (ur. 10 czerwca 1935 w Filadelfii, zm. 26 sierpnia 1984) – izraelska poetka tworząca w jidysz.

## Życiorys
Urodziła się 10 czerwca 1935 roku w Filadelfii, w rodzinie działaczy żydowskich Soni i Aarona Fiszmanów. Jej bratem był socjolingwista Joshua A. Fishman. W latach 1941–1949 jeździła z bratem na świeckie żydowskie obozy do Boiberik, należała do młodzieżowej organizacji syjonistycznej Ha-Szomer Ha-Cair. W strukturach organizacji poznała przyszłego męża, matematyka i muzyka Theodora Holdheima. Wiersze zaczęła pisać młodo, pod okiem Malki Heifetz Tussman; wpływ mentorki widać w zamiłowaniu Fiszman do gier słownych i w rzadkim korzystaniu z rymu. W wieku 19 lat wyjechała z mężem do Izraela. Małżeństwo osiadło w kibucu Bet Alfa, gdzie Fiszman pracowała i pisała wiersze. Jej sąsiadką i przyjaciółką była Sara Szabes. Fiszman dołączyła do grupy Jung Isroel, której została najmłodszą członkinią i jedyną osobą spośród tego grona, która urodziła się w Stanach Zjednoczonych. Skupiała się na tworzeniu poezji opisującej bezpośrednie otoczenie, przyrodę, czy zwierzęta, unikając tematów popularnych wśród rówieśników. Jej debiutancki tomik Zun iber alc ukazał się w 1960 roku. W późniejszych wierszach opisywała postępującą, wyniszczającą chorobę. Jej dwa ostatnie zbiory wierszy ukazały się w wydaniach dwujęzycznych, w jidysz i po hebrajsku, choć Fiszman pisała jedynie w jidysz. W 1978 roku otrzymała nagrodę im. Icyka Mangera. Zmarła sześć lat później, 26 sierpnia 1984 roku.
Wiersz Fiszman „Moja dzika koza” został wykorzystany w tytule antologii Moja dzika koza. Antologia poetek jidysz (2018) pod redakcją Karoliny Szymaniak, Joanny Lisek i Belli Szwarcman-Czarnoty.

## Dzieła
- Zun iber alc („Wszechogarniające słońce”), 1960
- Derner nochn regn („Ciernie po deszczu”), 1966
- Himl cwiszn grozn / Szamaim be-esew („Niebo między trawami”), 1968
- Wilde cig / Iza peziza („Dzika koza”), 1976[4]